# Faro de Nividic
El faro de Nividic, también llamado faro del Four, (no confundir con el faro del Canal del Four) es un faro situado al oeste de la isla de Ouessant en Bretaña, frente a la punta de Pern. Se trata del punto más al oeste de la Francia metropolitana, y su emplazamiento marca aproximadamente el límite entre el canal de la Mancha y el océano Atlántico. Su construcción data de entre 1912 y 1936 y fue diseñado para funcionar de manera automática. 

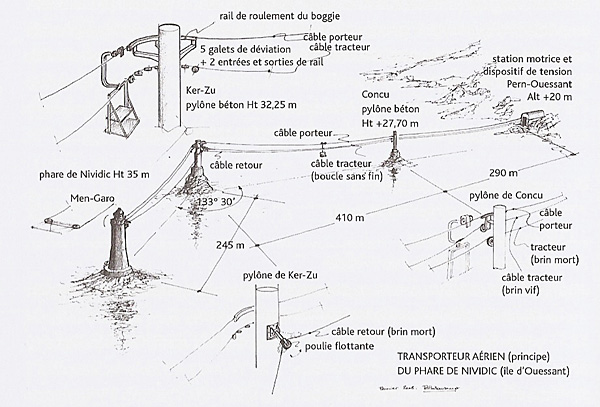
El antiguo "teleférico" de Nividic.

Originalmente se le suministraba energía a través de los equipos del cercano faro del Créac'h, dado que el faro no está edificado en tierra firme sino en una roca, llamada Leurvaz An Ividig, frente a la punta de Pern. Esto se hacía gracias a un cable suspendido de unos 900 m de largo cuyos mástiles son aún visibles hoy en día. El cable llevaba una pequeña plataforma móvil a la que se llamaba "teleférico", que permitía el acceso para operaciones de mantenimiento. El faro contaba además con un sistema de gas para las emergencias y una señal de niebla.
El faro de Nividic fue apagado en 1940, durante la Segunda Guerra Mundial. Entre su puesta en marcha en 1953 y el comienzo de los años 70 el faro fue víctima de numerosas averías cuyas reparaciones fueron dificultadas por la violencia del clima de la zona. En 1971 fue equipado con una plataforma para acercamiento de helicópteros que, con un cabrestante, depositaban cada 6 meses las bombonas de gas necesarias a su funcionamiento. En 1996 se instaló un sistema de alimentación basado en energía solar. No tiene farero y no se puede visitar.